# جرج موران
جرج موران (انگلیسی: George Moran؛ ‏ ۳ اکتبر ۱۸۸۱ – ۱ اوت ۱۹۴۹) خواننده، کمدین و بازیگر بود.
از فیلم‌هایی که وی در آن‌ها نقش داشته‌است، می‌توان به افسون‌شده اشاره نمود.